# 死体損壊・遺棄罪
死体損壊・遺棄罪（したいそんかいいきざい）とは、死体、遺骨、遺髪又は棺に納めてある物を損壊し、遺棄し、又は領得する犯罪（刑法第190条）。法定刑は3年以下の懲役である。

## 保護法益
本罪の保護法益は公衆の敬虔感情、死者に対する敬虔感情を保護法益とするとされている。これに死者が生前に有していた人格権の事後的な効果を含める説もある。

## 客体
本罪は「死体、遺骨、遺髪又は棺に納めてある物」を客体とする。
「死体」は死亡した人の身体を意味し、死体の一部（臓器）もこれに含まれる。また、判例は死胎も人体の形をとどめている限りこれに含まれるとする。

## 行為
本罪は「損壊」及び「遺棄」又は「領得」を構成要件とする。

### 損壊
「損壊」とは、客体を物理的に破壊する行為を指す。

### 遺棄
「遺棄」とは、社会風俗・習俗上の埋葬とは認められない方法によって客体を放棄する行為を指す。習俗上の埋葬とは認められない場合には、たとえ共同墓地に埋めたとしても遺棄にあたる。日本国内では、墓地、埋葬等に関する法律（墓地埋葬法）により埋葬や火葬の方法が指定されている。
水葬は基本的に死体遺棄罪に該当するが、公海上の船舶内において死亡した人物の遺体について衛生上、船内で死体を保存できないこと等の条件に該当した場合は船長の権限で死体を水葬に付することができる（船員法第15条）。また散骨については地方自治体の条例で制限されている場合がある。
通常、「遺棄」とみなされるためには作為的な場所的移動を必要とし、殺人犯が死体を現場に放置したにとどまる場合には本罪を構成しない。しかし、殺人、過失致死、保護責任者遺棄致死などでの犯人は、犯罪の露見を恐れて死体の遺棄を行うことがあり、これらの犯人が現場において犯跡を隠すために積極的な隠匿行為を行った場合には本罪を構成することになる。死体と共に自首したとしても現場からの移動を伴っているので本罪が適用される。
埋葬義務のない者については不作為（放置のみ）では本罪を構成しないのに対し、埋葬義務のある者については不作為（放置のみ）によっても本罪は成立しうる。通常、同居の親族には埋葬義務があるとされ、同居の親族が自宅で老衰や病気により死亡した場合に、その死体を死亡時の状態のまま放置することは本罪を構成することになる。なお、埋葬義務がない者であっても、自己の占有する場所内に死体があることを知りながら公務員（警察官等）に速やかに通報せず放置していた場合には、軽犯罪法違反に問われる（軽犯罪法1条18号・19号）。
また、年金受給者が死亡した際、死亡届を出さずに死体を隠し、同居人がその死者の年金を不正に受給したことが発覚した場合、死者の死体を隠しているので死体遺棄罪に問われることに加え、年金を不正に受給したことで詐欺罪にも問われることがある。

### 領得
「領得」とは、財産罪の適用されるような行為をいう。

## 罪数
殺人罪との関係では判例は併合罪であるとする。つまり殺人犯が死体を遺棄した場合には、殺人罪と死体遺棄罪の併合罪となる（併合罪ではなく牽連犯となるとする説もある）。この場合、死体遺棄を行わなかった殺人事件よりも犯行の態様が悪質であるとして殺人罪の求刑そのものが重くなる傾向がある。
「領得」の類型について財産罪との関係では観念的競合とする説と財産罪の成立が排除されるとする説がある。
なお、刑法第191条は「墳墓発掘罪を犯し、死体、遺骨、遺髪、または棺内に蔵置した物を損壊、遺棄または領得した者は、三月以上五年以下の懲役に処する。」と定める。墳墓発掘罪と死体損壊罪・死体遺棄罪との結合犯である。

## 事例
- 1950年に福島県大沼郡宮下村で妊娠十ヶ月の妊婦が死亡した際、死後の安寧を願い妊婦と胎児を切り離し埋葬する「身二つ」と呼ばれる習俗が行われ、死体損壊罪として関係者が地元警察に摘発される事件が起きた。その後、法務府は「かような行為は、たとえ非科学的であるとはいえ、死者の霊魂の安静を期するため一層礼意を厚くする趣旨において行われるものであることは客観的に明白である。」とし保護法益を侵害せず違法性を欠くので犯罪の成立を阻却するものであるとの見解を示した[9]。

- 2020年11月のベトナム人技能実習生の女性のケースでは、自宅で出産・死産した胎児の遺体をタオルに包み、名前と生年月日、「天国で安らかに眠ってね」などと書いた手紙を添えて段ボール箱に入れて棚の上に置いていた。医師への通報が約33時間後であったこともあり、裁判ではこの行為が「遺棄」に当たるかが争点となった。一審と二審では有罪判決となったが、2023年3月に最高裁は「他者が遺体を発見するのが難しい状況を作り出したが、場所や遺体の包み方、置いていた方法などに照らすと、習俗上の埋葬と相いれない行為とは言えず、『遺棄』には当たらない」と判断し、無罪を言い渡した[10]。